# Gorily a lodě
Gorily a lodě (v anglickém originále Gorillas on the Mast) jsou 5. díl 31. řady (celkem 667.) amerického animovaného seriálu Simpsonovi. Scénář napsal Max Cohn a díl režíroval Matthew Nastuk. V USA měl premiéru dne 3. listopadu 2019 na stanici Fox Broadcasting Company a v Česku byl poprvé vysílán 4. srpna 2020 na stanici Prima Cool.

## Děj
Simpsonovi navštíví Mořský svět Aquatraz. Líza si všimne, jak nešťastná jsou zvířata za skleněnou zdí, zatímco Homer přemýšlí nad svým snem vlastnění lodi. Jako dítě před 30 lety si přál loď při rybolovu s otcem.
Prodejce lodí si všimne, že Homer sleduje lodě, a přesvědčí ho, aby si jednu koupil. Bart, Líza a školník Willie se vracejí do mořského světa, aby osvobodili uvězněnou velrybu uvězněnou, přičemž Bart konečně porozumí altruismu a zalíbí si jej. Homer vezme rodinu na projížďku na lodi nazvanou „Something's Fishy“, a dokonce i Marge pod vlivem alkoholu souhlasí, že byl dobrý nápad ji koupit.
Dalším návštěvníkem lodi je děda Abraham. Když se ale vrátí na molo, loď se začne potápět a Raphael mu nabízí pomoc jako „servisák“, zatímco Bart sděluje Milhousovi plán osvobození gorily Lolo v duchu altruismu.
Homer nabídne Lennymu a Carlovi spoluvlastnictví lodi (rozdělí si náklady a časy používání). Bart a Milhouse jdou do springfieldské zoo a osvobodí gorilu Lolo, ta na svobodě však začne zuřit. Milhouse jí těsně uniká za dvěma tygry.
Bart žádá Lízu o pomoc, protože policie je bezradná. Homer mezitím nabídne spoluvlastnictví lodi ještě více lidem a ta se potápí kvůli přetížení. Lolo zuří ve Springfieldské základní škole a Líze se podaří ji uklidnit.
Líza přivede Lolo domů, aby jí pomohla ke svobodnému životu, a přivede ji k doktorce Jane Goodallové do Pensylvánské rezervace pro lidoopy, kde bude milována. V hospodě U Vočka končí vše dobře, neboť Homer přesvědčí spolumajitele, že jsou stejně dobří jako někdo, kdo vlastní loď, protože také na chvíli vlastnili loď.

## Přijetí
Při prvním vysílání Gorily a lodě sledovaly 2,02 milionu diváků.
Dennis Perkins z The A.V. Clubu dal epizodě hodnocení C: „Líza osvobodí kosatku. Bart osvobodí gorilu. Homer si koupí loď. Holé příběhy, na tom není nic špatného. Svět Simpsonových se skládá z obskurních situací, které jsou díky animaci a shovívavým pravidlům reality možné, někdy dokonce věrohodné. Některé z nejlepších dílů vyznívají stejně skoupě. Homer letí do vesmíru. Springfield dostane jednokolejku. Líza a Bart zmaří plán superpadoucha, který chce utopit Springfield.“.
Tony Sokol z Den of Geek udělil epizodě známku 2,5 z 5 a uvedl, že epizoda „skutečně nezáří. Je tu spousta velmi vtipných hlášek a gagů, ale nic, co by ji skutečně vyzdvihlo jako komiksové zlato. Není to vinou Lízina válečnictví v oblasti sociální spravedlnosti. Kent Brockman nabízí břitký komentář poté, co Lolo zpustoší Springfield slovy: ‚Policie je jako vždycky k ničemu.‘ A to je vše. Což je prostřih na scénu, kdy nejmodřejší Springfielďané zabijí naprosto neškodný balonek. Voda je jen vlažná a dobré gagy jsou sice na vodě, ale nejsou prvotřídní směsí.“.